# Gapan
Gapan est une localité de la province de Nueva Ecija, aux Philippines. En 2015, elle compte 110 303 habitants.